# Léon Defuisseaux
Léon Defuisseaux (Bergen, 17 december 1841 - Brussel, 21 december 1906) was een Belgisch volksvertegenwoordiger.

## Levensloop
Léon Defuisseaux was een zoon van de liberale senator Nicolas Defuisseaux en van Eléonore Messine. Hij trouwde met Anne Vandermaesen. Hij promoveerde tot doctor in de rechten aan de ULB (1861) en was advocaat aan de balie van Brussel, van 1862 tot aan zijn dood.
In 1870 werd hij liberaal volksvertegenwoordiger voor het arrondissement Bergen, mandaat dat hij behield tot in 1881.
Toen evolueerde hij, samen met zijn broers Alfred en Fernand Defuisseaux in linkse, socialistische richting. In 1894 waren Alfred en Léon kandidaat voor de socialistische partij bij de wetgevende verkiezingen van dat jaar, en beiden werden verkozen. Léon bleef volksvertegenwoordiger voor het arrondissement Brussel tot in 1900, wanneer de evenredige vertegenwoordiging werd ingevoerd, waar hij tegenstander van was.
In zijn publicatie Les hontes du suffrage censitaire beschreef hij de corruptie in de toenmalige Belgische politiek (zijnde een de facto tweepartijensysteem met de katholieke en liberale partij), waarbij de rijke klasse het voor het zeggen had dankzij het censuskiesrecht.

## Publicatie
- Les hontes du suffrage censitaire, Brussel, 1886.